# Jan Rune Grave
Jan Rune Grave (ur. 8 maja 1977 w Skien) – norweski narciarz, specjalista kombinacji norweskiej, zwycięzca Pucharu Kontynentalnego.

## Kariera
Po raz pierwszy na arenie międzynarodowej Jan Rune Grave pojawił się w sezonie 1997/1998 Pucharu Świata B, w którym zajął 22. pozycję. W zawodach tego cyklu startował do 2006 roku, najlepsze wyniki osiągając w sezonie 2000/2001, w którym triumfował w klasyfikacji generalnej. Dziewięciokrotnie stawał na podium, przy czym 10 marca 2001 roku w Taivalkoski był najlepszy w sprincie.
W Pucharze Świata zadebiutował 23 listopada 2001 roku w Kuopio, gdzie zajął 30. miejsce w zawodach metodą Gundersena. Tym samym już w swoim debiucie zdobył pucharowe punkty. W klasyfikacji tego sezonu zajął 29. miejsce. Najlepsze wyniki w Pucharze Świata osiągnął w sezonie 2003/2004, kiedy zajął 27. miejsce w klasyfikacji generalnej. Nigdy nie stanął na podium indywidualnych zawodów PŚ.
W 2002 roku brał udział w Igrzyskach Olimpijskich w Salt Lake City. Wspólnie z Larsem Andreasem Østvikiem, Sverre Rotevatnem i Kristianem Hammerem zajął piąte miejsce w konkursie drużynowym. Wystąpił także w obu konkursach indywidualnych, w Gundersenie zajmując 24. miejsce, a w sprincie uplasował się dwie pozycje niżej. W 2006 roku postanowił zakończyć karierę.

## Osiągnięcia

### Igrzyska Olimpijskie
| Miejsce | Dzień     | Rok  | Miejscowość    | Konkurencja          | Wynik zwycięzcy | Strata      | Zwycięzca      |
| ------- | --------- | ---- | -------------- | -------------------- | --------------- | ----------- | -------------- |
| 24.     | 9 lutego  | 2002 | Salt Lake City | Gundersen K-90/15 km | 39:11.7 min     | +5:06.8 min | Samppa Lajunen |
| 5.      | 17 lutego | 2002 | Salt Lake City | Sztafeta K-90/4x5 km | 48:42.2 min     | +2:39.9 min | Finlandia      |
| 26.     | 21 lutego | 2002 | Salt Lake City | Sprint K-120/7.5 km  | 16:40.1 min     | +1:53.1 min | Samppa Lajunen |

### Puchar Świata

#### Miejsca w klasyfikacji generalnej
- sezon 2001/2002: 29.
- sezon 2002/2003: 37.
- sezon 2003/2004: 27.
- sezon 2004/2005: 37.
- sezon 2005/2006: 61.

#### Miejsca na podium chronologicznie
Grave nigdy nie stał na podium indywidualnych zawodów Pucharu Świata.

### Puchar Kontynentalny

#### Miejsca w klasyfikacji generalnej
- sezon 1997/1998: 22.
- sezon 1998/1999: 34.
- sezon 1999/2000: 20.
- sezon 2000/2001: 1.
- sezon 2005/2006: 52.

#### Miejsca na podium chronologicznie
| Nr | Data             | Miejscowość | Konkurencja          | Wynik zwycięzcy | Pozycja | Strata      | Zwycięzca            |
| -- | ---------------- | ----------- | -------------------- | --------------- | ------- | ----------- | -------------------- |
| 1. | 28 lutego 1998   | Baiersbronn | Sprint K90/7.5 km    | ?               | 2.      | ?           | Preben Fjære Brynemo |
| 2. | 27 lutego 2000   | Baiersbronn | Gundersen K90/15 km  | ?               | 3.      | ?           | Frédéric Baud        |
| 3. | 15 grudnia 2000  | Calgary     | Sprint K114/7.5 km   | ?               | 2.      | ?           | Denis Tyszagin       |
| 4. | 25 stycznia 2001 | Karpacz     | Gundersen K90/15 km  | ?               | 3.      | ?           | Pavel Churavý        |
| 5. | 26 stycznia 2001 | Liberec     | Sprint K120/7.5 km   | ?               | 3.      | ?           | Amund Johnsen        |
| 6. | 10 marca 2001    | Taivalkoski | Gundersen K90/15 km  | ?               | 1.      | -           | -                    |
| 7. | 13 grudnia 2003  | Lillehammer | Sprint K120/7.5 km   | ?               | 3.      | +1:07.3 min | Takashi Kitamura     |
| 8. | 5 marca 2005     | Høydalsmo   | Gundersen HS90/15 km | ?               | 2.      | +0.0 s      | Takashi Kitamura     |
| 9. | 6 marca 2005     | Høydalsmo   | Sprint HS90/7.5 km   | ?               | 3.      | +0.4 s      | Stephan Münchmeyer   |

### Letnie Grand Prix

#### Miejsca w klasyfikacji generalnej
- 2002: 12.

#### Miejsca na podium chronologicznie
Grave nie stał na podium indywidualnych zawodów LGP.